# Uwe Prenzel
Uwe Prenzel (* 15. Juni 1966 in Sebnitz) ist ein ehemaliger deutscher Nordischer Kombinierer.

## Werdegang
Prenzel, der für den SC Dynamo Klingenthal startete, gab sein internationales Debüt bei den Junioren-Weltmeisterschaften 1985 in Täsch, wo er den Einzelwettbewerb als 17. beendete und im Mannschaftswettbewerb Fünfter wurde. Zwei Jahre später startete er bei den  Nordischen Skiweltmeisterschaften 1987 in Oberstdorf. Als Mitglied im Teamwettbewerb wurde er gemeinsam mit Marko Frank und Thomas Abratis Sechster. Ein Jahr zuvor hatte er mit dem Mannschaftssieg in der Nordischen Kombination bei den DDR-Skimeisterschaften 1986 in Schmiedefeld einen ersten nationalen Erfolg gefeiert.
Ab der Saison 1987/88 startete er im Weltcup der Nordischen Kombination. Im Januar 1988 erreichte er als Fünfter in St. Moritz erstmals ein Top-10-Resultat. Bei den Olympischen Winterspielen 1988 in Calgary verpasste Prenzel im Einzelwettbewerb als Vierter nur knapp eine Medaille. Im Teamwettbewerb wurde er gemeinsam mit Marko Frank und seinem zwei Jahre jüngeren Bruder Thomas Prenzel Fünfter. Wenige Wochen später feierte er bei den DDR-Skimeisterschaften 1988 in Oberhof seinen zweiten nationalen Titel. Am 18. März 1988 gelang ihm am Holmenkollen in Oslo mit Rang drei sein erstes und einziges Weltcup-Podium. Damit erreichte er in der Weltcup-Gesamtwertung den siebenten Rang. In den folgenden zwei Jahren konnte er an diesen Erfolg nicht mehr anknüpfen. Die Saison 1988/89 beendete er als 26. und die Saison 1989/90 als 25. der Gesamtwertung.
Bei der 11. Dynamo-Spartakiade der Skisportler in Štrbské Pleso gewann er den Einzelwettbewerb. Ab der Saison 1990/91 startete Prenzel im B-Weltcup. Im Februar 1992 gelang ihm in Andelsbuch mit Rang drei sein erster Podestrang in dieser Serie. Nur wenige Tage später feierte er in Klingenthal und Schwarzach zwei Siege. 1993 beendete Prenzel schließlich seine aktive Karriere.
Heute arbeitet Prenzel beim Stadtmarketingverein „Wir in Auerbach“ in Auerbach/Vogtl.

## Erfolge

### Weltcup-Platzierungen
| Saison  | Platz | Punkte |
| ------- | ----- | ------ |
| 1987/88 | 07.   | 43     |
| 1988/89 | 26.   | 11     |
| 1989/90 | 25.   | 06     |

### Weltcup-Statistik
Die Tabelle zeigt die erreichten Platzierungen im Einzelnen.
- Platz 1.–3.: Anzahl der Podiumsplatzierungen
- Top 10: Anzahl der Platzierungen unter den ersten zehn
- Punkteränge: Anzahl der Platzierungen innerhalb der Punkteränge
- Starts: Anzahl gelaufener Rennen in der jeweiligen Disziplin

| Platzierung                             | Einzel a | Sprint | Massenstart | Team   | Team    | Gesamt |
| Platzierung                             | Einzel a | Sprint | Massenstart | Sprint | Staffel | Gesamt |
| --------------------------------------- | -------- | ------ | ----------- | ------ | ------- | ------ |
| 1. Platz                                |          |        |             |        |         |        |
| 2. Platz                                |          |        |             |        |         |        |
| 3. Platz                                | 1        |        |             |        |         | 1      |
| Top 10                                  | 2        |        |             |        |         | 2      |
| Punkteränge                             | 7        |        |             |        |         | 7      |
| Starts                                  | 7        |        |             |        |         | 7      |
| Stand: Karriereende (nicht vollständig) |          |        |             |        |         |        |